# عین الحیات

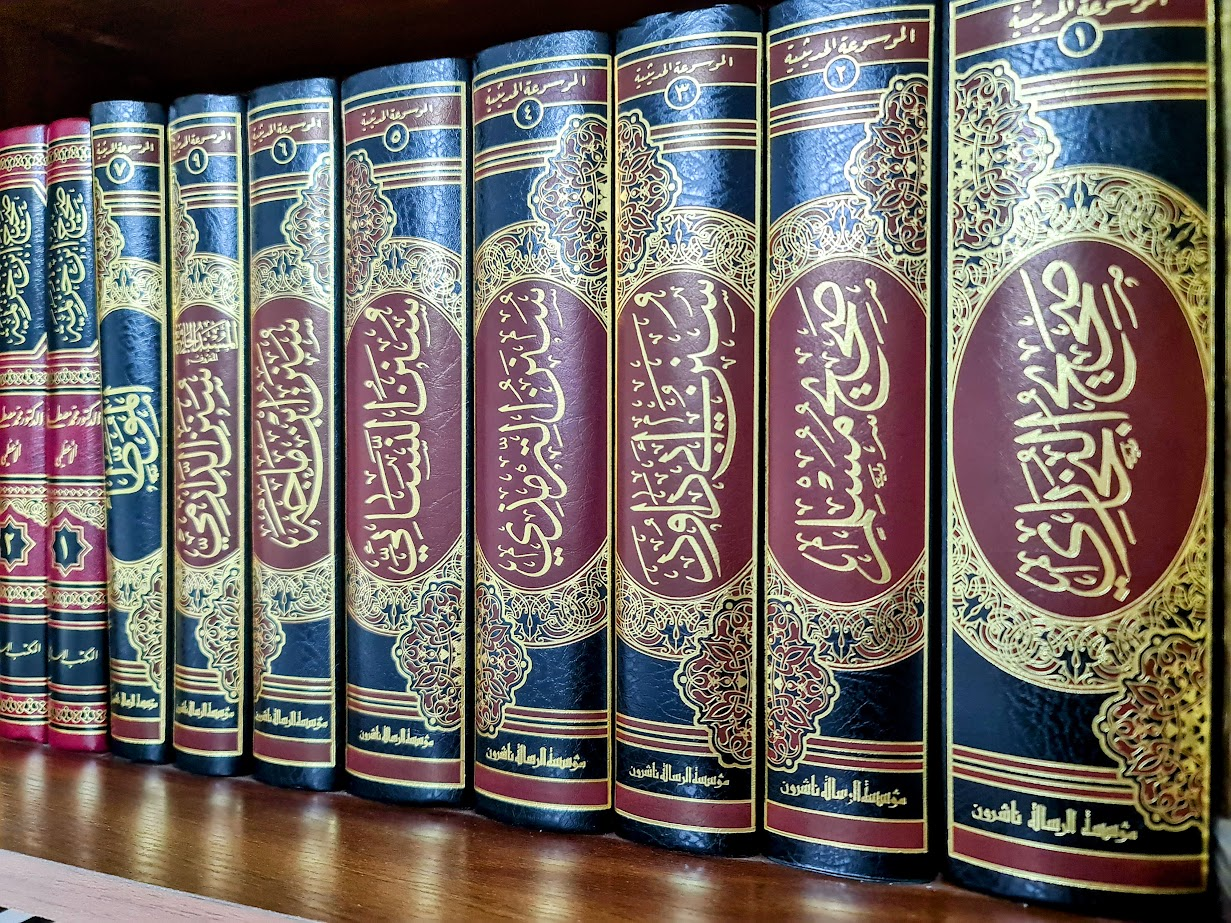
نمونه ای از کتاب های اهل سنت

عَیْنُ الْحَیات (به معنای: چشمه زندگی) کتابی است اخلاقی که توسط علامه مجلسی (متوفای ۱۱۱۰ق - ۱۶۹۸ میلادی) به زبان فارسی نوشته شده‌است. این کتاب، ترجمه و شرح سفارش‌ها و توصیه‌های اخلاقی پیامبر اکرم به ابوذر غفاری است. این اثر، دارای نظم و ترتیب خاصی نبوده و مؤلف سعی کرده تا از وصایای پیامبر اسلام به ابوذر غفاری، شرحی عرفانی اسلامی ارائه دهد. عین الحیات توسط مؤلف و دیگران، تلخیص گردیده و به زبان عربی و اردو نیز ترجمه شده‌است.

## ساختار
کتاب با مقدمه‌ای از محقق و مؤلف کتاب آغاز و مباحث به‌صورت سلسله‌وار ذکر شده‌است.
نثر کتاب در بیشتر بخش‌ها از نمونه‌های نثر ساده و روان دوران صفوی است. هدف مؤلف آن بوده‌است که با این کتاب، مردم عادی و غیرمتخصص را با عرفان اسلام اصیل آشنا سازد و آنها را از گرایش به عرفان‌های آمیخته با عناصر مسیحی، بودایی، یونانی، هندی، مانوی و زرتشتی بازدارد و به عرفان تشیع ناب سوق دهد.

## فهرست
نام فصل‌ها:
1. مشخصات اصحاب نیکوکار پیامبر
2. مراحل
3. اصول
4. مزایا
5. رفلجنس یا پرتوهای نور
6. اهداف
7. حداکثرها یا مقررات
8. صفات - قصائل
9. لمعت: پرتوهای نور
10. میوه‌ها
11. ستارگان
12. یانابیه یا نهرها
13. وضعیت
14. مصابعه - چراغ‌ها
15. فراخوانی‌ها